# Bischofswerdaer Fußballverein 1908 e.V.
Bischofswerdaer Fußballverein 1908 e.V. é uma agremiação esportiva alemã, fundada a 14 de julho de 1908, sediada em Bischofswerda, na Saxônia.

## História

### De 1908 a 1945
Foi fundado em 1908 sob a apelação FC Germania 08 Bischofswerda. Dois anos depois foi criado o Sportlust 1910 Bischofswerda. Em 1919, ambos se fundiram para criar o SV 08 Bischofswerda. A maior vitória foi um 3 a 2 na Tschammer Pokal, em 1942, contra o Dresdner SC 1898. Em 1945, foi dissolvido pelas tropas de ocupação aliadas como todas as associações alemãs. Os mais antigos membros refundaram o clube como SG Bischofswerda.
A localidade de Bischofswerda, assim como toda a Saxônia, se encontrava na zona de influência soviética, portanto parte da República Democrática Alemã, a partir de outubro de 1949.

### SG Bischofswerda / BSG Industrie Bischofswerda
O SG Bischofswerda atuou até 1949 numa liga denominada Bezirksliga Ostsachsen. Após a reforma dos clubes esportivos iniciada pelo poder político, o SG Bischofswerda foi rebatizado BSG Industrie Bischofswerda.
Em 1950, o BSG Industrie chega à Bezirksklasse Dresden, equivalente na época ao quarto nível do futebol do leste alemão. O time permanece nessa divisão até 1973.

## Época na Alemanha Oriental
Como a maioria das entidades esportivas do leste, o clube mudou várias vezes de nome. Em 1952, se tornou BSG Einheit Bischofswerda. Em 1956, foi renomeado BSG Motor Bischofswerda. Em 1969, vence seu grupo da Bezirksklasse, sendo promovido para a fase final, mas fica atrás do BSG Fortschritt Neugersdorf e BSG Wismut Pirna-Copitz.

### BSG Fortschritt Bischofswerda
Renomeado BSG Fortschritt Bischofswerda em 1972, disputou a Bezirksliga Dresden, na temporada 1973-1974. Terminou duas temporadas na sétima colocação, entre 16 associações, e conquistou o título em 1976. Chegou à DDR-Liga.
Participante do Grupo "D" segundo nível do leste alemão, o Fortschritt Bischofswerda assegurou sua permanência diante do BSG Motor Altenburg, em 1977. Em seguida, terminou somente no meio da tabela. Ao fim da temporada 1983-1984, terminou quarto no Grupo "D" e pôde assim se manter na DDR-Liga que fora reduzida de 5 para 2 séries.
Quinto do Grupo "B" no ano seguinte, conquistou o título em 1986 e subiu para a DDR-Oberliga, a maior divisão da Deutscher Fussball Verband. A aventura na elite durou apenas uma temporada. O BSG Fortschritt Bischofswerda terminou em último e desceu em companhia do Energie Cottbus. O time conquistou o título do Grupo "B", em 1990, e voltou à DDR-Oberliga. Durante a temporada 1989-1990, a DDR-Oberliga foi renomeada Oberliga Nordost. O Fortschritt Bischofswerda terminou em décimo-quarto, o último colocado. Na companhia do BSG Wismut Aue, foi rebaixado à DDR-Liga, então rebatizada NOFV-Liga.
A 26 de junho de 1990, o BSG Fortschritt Bischofswerda se tornou um organismo civil e tomou o nome de Fussball Verein Fortschritt Bischofswerdaou FV Fortschritt Bischofswerda.

### FV Fortschritt Bischofswerda
No final da temporada 1992-1993, o clube terminou em segundo lugar na Oberliga Nordost, Grupo Sul, empatados em pontos, mas com um saldo de gols inferior ao FC Sachsen Leipzig. O Bischofswerdaer FV 08 chegou à fase final, mas declinou diante de dois times da capital, 1. FC Union Berlin e Tennis Borussia Berlin.
Ao fim da temporada 1993-1994, o Bischofswerdaer FV 08 foi escolhido para compor a nova Regionalliga Nordost, a terceira divisão do futebol alemão. Após duas temporadas, caiu para a Oberliga Nordost Süd.
O time se manteve no 4º nível até 2001 e acabou relegado para a Landesliga Sachsen. Por conta de um péssimo início de temporada, perdeu qualquer chance de sucesso de volta. Concluiu o campeonato em sexto lugar. Na temporada seguinte, foi relegado à Bezirksliga Dresden (nível 6).
No final da temporada 2003-2004, o FV Bischofswerdaer 08 ganhou a Bezirksliga Dresden e voltou à Landesliga Sachsen. Ficou em nono lugar na temporada seguinte, mas caiu em 2006.
Em 2007, se sagrou vice-campeão da Bezirksliga Dresden. No ano seguinte, o campeonato tornou-se o 7º nível do futebol alemão após a criação da 3. Liga.
Após ser 11º em 2008 e, em seguida, 8º em 2009, o FV Bischofswerdaer terminou em 3º na Bezirksliga Dresden, em 2010.

## Retrospecto
- 1995-96 Regionalliga Nordost (16º lugar) ↓
- 1996-97 Oberliga NOFV-Süd (10º lugar)
- 1997-98 Oberliga NOFV-Süd (4º lugar)
- 1998-99 Oberliga NOFV-Süd (5º lugar)
- 1999-00 Oberliga NOFV-Süd (5º lugar)
- 2000-01 Oberliga NOFV-Süd (17º lugar) ↓
- 2001-02 Landesliga Sachsen (6º lugar)
- 2002-03 Landesliga Sachsen (15º lugar) ↓
- 2003-04 Bezirksliga Dresden (1º lugar) ↑
- 2004-05 Landesliga Sachsen (9º lugar)
- 2005-06 Landesliga Sachsen (14º lugar) ↓
- 2006-07 Bezirksliga Dresden (2º lugar)
- 2007-08 Bezirksliga Dresden (11º lugar)
- 2008-09 Bezirksliga Dresden (8º lugar)
- 2009-10 Bezirksliga Dresden (3º lugar)
- 2010-11 Bezirksliga Dresden (1º lugar) ↑
- 2011-12 Landesliga Sachsen (9º lugar)
- 2012-13 Landesliga Sachsen (8º lugar)

## Títulos
- Campeão da DDR-Liga, Grupo B: 1986, 1989;
- Campeão Bezirksliga Dresden: 1974;
- Vice-campeão da Oberliga Nordost, Grupo Sul : 1993;
- Campeão Bezirksliga Dresden: 2004, 2011;
- Vice-campeão da Bezirksliga Dresden: 2007;
- Vencedor da Pokal Sachsen (Copa da Saxônia): 1992;